# Verves
Els verves (llatí: Verves; grec antic: Oὐερουεῖς) van ser un poble d'arrel amaziga que vivia a la província romana de la Mauritània Tingitana. En parla Claudi Ptolemeu. La seva situació no es coneix. Tot i la semblança de noms, la paraula berbers, amb què eren coneguts els amazics, deriva de bàrbars i no de verves.